# Dyrżawno pyrwenstwo w piłce nożnej (1942)
Dyrżawno pyrwenstwo w piłce nożnej (1942) było 18. edycją najwyższej piłkarskiej klasy rozgrywkowej w Bułgarii. W rozgrywkach brały udział 22 zespoły. Tytułu nie obroniła drużyna Sławia Sofia. Nowym mistrzem Bułgarii został zespół Lewski Sofia.

## 1. runda
- Ticza Warna – Car Boris III Dobricz 4 – 0
- Han Kubrat Popowo – Pobeda Warna 1 – 2
- Kniazinia Maria Luisa Łom – Botew Sofia 3 – 1
- Atletik Dupnica – Kniaz Kirił Presławski Sofia 1 – 0
- Botew Płowdiw – Lewski Sofia 2 – 5
- Botew Chaskowo – SK Płowdiw 1 – 4
- SP 39 Plewen – ŻSK Sofia 0 – 1
- Sławia Sofia – Georgi Drażew Jamboł 6 – 0
- ŻSK Skopje – Goce Delczew Prilep 8 – 0
- Makedonia Bitolya – Wardar Skopje 4 – 1

## 2. runda
- Sławia Sofia – Makedonia Bitolya 1 – 0
- Ticza Warna – ŻSK Ruse 4 – 0
- ŻSK Sofia – ŻSK Skopje 3 – 0
- Lewski Sofia – Atletik Dupnica 5 – 2
- SK Płowdiw – Makedonija Skopje 0 – 2
- Pobeda Warna – Kniazinia Maria Luisa Łom 4 – 0

## Ćwierćfinały
- Lewski Sofia – Ticza Warna 4 – 0, 2 – 0
- Pobeda Warna – Sławia Sofia 1 – 1, 0 – 0, 0 – 0, 1 – 3
- Makedonija Skopje – ŻSK Sofia 3 – 1, 3 – 0(walkower)

## Półfinały
- Makedonija Skopje – Sławia Sofia 5 – 1, 0 – 3

## Finał
- Makedonija Skopje – Lewski Sofia 0 – 2, 0 – 1

Zespół Lewski Sofia został mistrzem Bułgarii.